# Memoriał Ryszarda Nieścieruka 2004

## IX Memoriał im. Ryszarda Nieścieruka
IX Memoriał Ryszarda Nieścieruka odbył się 23 października 2004. Formuła turnieju była wzorowana na poprzednim memoriale z 2002, z dwiema zmianami: faza grupowa stanowiła tzw. puchar samochodowych marek, gdyż sponsorami zespołów byli dilerzy sprzętu samochodowego; wyścig finałowy był zaś rozgrywany na dystansie 4 okrążeń. Zwyciężył Sławomir Drabik.
Wyniki
- 23 października 2004 r. (sobota), Stadion Olimpijski (Wrocław). Sędzia - Aleksander Janas.
- NCD: 67,0 sek. - Piotr Protasiewicz w wyścigu 7.

| Msc | | Drużyna / Zawodnik                        | Biegi               | Punkty |
| --- | --- | ----------------------------------------- | ------------------- | ------ |
| 1   | | Drużyna Forda                             | Drużyna Forda       | 29     |
| 1   | (9) Robert Miśkowiak (10) Tomasz Gapiński (11) Paweł Hlib (12) Rafał Osumek (19) brak zawodnika            | (3,3,1,2) (3,1,2,3) (1,3,3,1) (2,0,1,d)   | 9 8 3               |        |
| 2   | | Drużyna Volkswagena                       | Drużyna Volkswagena | 27     |
| 2   | (5) Krzysztof Buczkowski (6) Tomasz Jędrzejak (7) Piotr Świderski (8) Jacek Krzyżaniak (18) brak zawodnika | (3,0,2,d) (3,2,2,1) (2,2,3,2) (d,2,1,2)   | 5 8 9 5             |        |
| 3   | | Drużyna Skody                             | Drużyna Skody       | 25     |
| 3   | (13) Piotr Protasiewicz (14) Andrzej Huszcza (15) Sławomir Drabik (16) Marcin Nowaczyk (20) brak zawodnika | (d,3,3,3) (1,1,0,2) (2,2,3,3) (0,d,1,1)   | 9 4 10 2            |        |
| 4   | | Drużyna Mercedesa                         | Drużyna Mercedesa   | 15     |
| 4   | (1) Piotr Dym (2) Robert Kościecha (3) Krzysztof Słaboń (4) Ronnie Jamroży (17) brak zawodnika             | (1,0,0,1) (1,1,ns,ns) (2,3,2,3) (d,1,0,0) | 2 10 1              |        |

Wyścig po wyścigu
Runda zasadnicza:
1. (67,7) Buczkowski, Osumek, Huszcza, Jamroży (d4) (0:3:2:1)
2. (67,6) Jędrzejak, Słaboń, Hlib, Protasiewicz (d/start) (2:6:3:1)
3. (67,9) Miśkowiak, Drabik, Kościecha, Krzyżaniak (d/start) (3:6:6:3)
4. (67,8) Gapiński, Świderski, Dym, Nowaczyk (4:8:9:3)
5. (67,8) Miśkowiak, Jędrzejak, Jamroży, Nowaczyk (d) (5:10:12:3)
6. (67,2) Słaboń, Drabik, Gapiński, Buczkowski (8:10:13:5)
7. (67,0) Protasiewicz, Świderski, Kościecha, Osumek (9:12:13:8)
8. (68,7) Hlib, Krzyżaniak, Huszcza, Dym (9:14:16:9)
9. (67,3) Protasiewicz, Gapiński, Krzyżaniak, Jamroży (9:15:18:12)
10. (67,3) Świderski, Słaboń, Miśkowiak, Huszcza (11:18:19:12)
11. (68,2) Hlib, Buczkowski, Nowaczyk, Kościecha (ns) (11:20:22:13)
12. (67,2) Drabik, Jędrzejak, Osumek, Dym (11:22:23:16)
13. (68,5) Słaboń, Krzyżaniak, Nowaczyk, Osumek (d1) (14:24:23:17)
14. (67,2) Drabik, Świderski, Hlib, Jamroży (14:26:24:20)
15. (68,6) Gapiński, Huszcza, Jędrzejak, Kościecha (ns) (14:27:27:22)
16. (68,4) Protasiewicz, Miśkowiak, Dym, Buczkowski (d4) (15:27:29:25)

Półfinały
17. (67,4) Miśkowiak, Słaboń, Gapiński, Dym (d4)
18. (67,4) Drabik, Jędrzejak, Protasiewicz (d3), Świderski (d/sartt)
Finał
19. (67,3) Drabik, Słaboń, Jędrzejak, Miśkowiak